# 31 oktober
31 oktober is de 304de dag van het jaar (305de dag in een schrikkeljaar) in de gregoriaanse kalender. Hierna volgen nog 61 dagen tot het einde van het jaar.

## Gebeurtenissen
- Algemeen
  - 1632 - Oprichting stichting Cronesteinsche Polder.[1]
  - 1744 - Bij een orkaan op Jamaica vallen 182 doden.
  - 1860 - Executie in Maastricht van Johannes Nathan, de laatste Nederlander die in vredestijd is geëxecuteerd.[1]
  - 1936 - Eerste poging een raket te lanceren op het Jet Propulsion Laboratory.[1]
  - 1944 - Oprichting van de MARVA, de Marine Vrouwen Afdeling.
  - 1952 - Ontploffing allereerste waterstofbom op het atol Eniwetok (VS-tijdsrekening).
  - 1961 - Orkaan Hattie landt nabij Belize City en vernietigt die stad daarbij, stichting vluchtelingenkamp Hattieville.
  - 1962 - Goedkeuring door de Belgische Kamer van Volksvertegenwoordigers van het wetsontwerp omtrent de taalgrens.
  - 1971 - Een IRA-bom ontploft op de Post Office Tower in Londen.[1]
  - 1988 - Oprichting Nationaal park van Amerikaans-Samoa door het Amerikaans Congres.
  - 1994 - Oprichting Nationaal park Joshua Tree door het Amerikaans Congres.[1]
  - 1998 - Irak beëindigt de toestemming voor verdere inspecties door wapeninspecteurs van de Verenigde Naties (Irakoorlog).
  - 2002 - Aardbeving nabij San Giuliano di Puglia en Campobasso (Italië).
  - 2005 - Ophokplicht geldt ook voor particulieren met hobbykippen in gevoelige natuurgebieden (in verband met vogelgriep).
  - 2005 - Het United Nations Environment Programme (UNEP) publiceert een atlas met veranderingen van meren in Afrika als gevolg van klimaatverandering: het Tsjaadmeer is massief verkleind, de oevers van het Nakurameer in Kenia zijn ontbost en de oevers van het Victoriameer zijn sterk bevolkt gedurende de laatste tientallen jaren.
  - 2006 - De politie doet een inval in de boerderij van drugshandelaar Charles Zwolsman.
  - 2007 - Bij het eiland Pagan, onderdeel van de Marianen, is er een aardbeving.
  - 2015 - Kogalymavia-vlucht 9268 stort neer in de Sinaï, alle 224 inzittenden komen om het leven.
- Gezondheid
  - 2004 - In China hebben wetenschappers gewaarschuwd voor een nieuw uitbraak van SARS in het zuiden van dat land. Ze verwachten echter geen grote verspreiding van de ziekte.
- Infrastructuur
  - 1863 - Begin van de werken voor de Nieuwe Waterweg.[1]
  - 1866 - Begin graven vaargeul voor de Nieuwe Waterweg.
  - 1886 - Opening van de Dom Luis I-brug in de Portugese stad Porto.
  - 1920 - Treinongeval in Borne (1 dode en 4 gewonden).
  - 1951 - De eerste zebrapaden worden in Groot-Brittannië in gebruik genomen.
  - 1958 - Definitief einde Gooische Stoomtram.
  - 2005 - Opening Schiedam-Vlaardingenlijn. Vlaardingen wordt aangesloten op het Rotterdamse tramnet.
  - 2006 - Grote brand in metrostation De Akkers in Spijkenisse.
- Kunst en cultuur
  - 1866 - Première van Jacques Offenbachs 'Pariser Leben'.
  - 1903 - Eerste opvoering van Rose Bernd van Gerhart Hauptmann.
  - 1941 - Einde werkzaamheden aan de 18 meter hoge busten van de presidenten van de Verenigde Staten in Mount Rushmore.
  - 1975 - De single Bohemian Rhapsody van de rockband Queen wordt uitgebracht.[1]
  - 1977 - Eerste aflevering van de televisieserie De Kris Pusaka.
  - 1986 - Het compilatie-livealbum Live Magic van de rockband Queen wordt uitgebracht.
  - 1999 - Eerste uitreiking Seghers Literatuurprijs.
- Media
  - 1797 - Frederika van Baden huwt met koning Gustaaf IV Adolf van Zweden.
  - 1932 - Het Londense metrostation Gillespie Road wordt vernoemd naar Arsenal.
  - 1953 - Eerste televisie-uitzending in België door het Nationaal Instituut voor de Radio-omroep (NIR).
  - 1954 - De Duitse televisiezender Das Erste (Erstes Deutsches Fernsehen) begint met landelijke uitzendingen.
  - 1984 - Eerste uitzending "Tussen Kunst & Kitsch"[1]
  - 1992 - RTL plus verandert zijn naam in RTL Television, kortweg RTL.
  - 1996 - Elizabeth Taylor scheidt van haar achtste echtgenoot.
  - 2005 - Olivier Suray en anderen worden gearresteerd in verband met een omkoop- en gokschandaal in het Belgisch voetbal.
  - 2006 - Start uitzendingen 101 TV, het Nederlands digitaal themakanaal van BNN.
  - 2022 - Mariëlle Tweebeeke ontvangt de Sonja Barend Award voor het televisie-interview dat zij had met de Oekraïense president Volodymyr Zelensky in mei van dit jaar.[2][3]
- Muziek
  - 1988 - René Froger wordt onderscheiden met een Zilveren Harp voor aanstormend talent.[4]
  - 2015 - De Britse groep One Direction staat voor het laatst op het podium. De leden gaan voortaan solo verder.[4]
- Oorlog
  - 1639 - Zeeslag bij Duins, Tromp en Witte de With verslaan de Tweede Spaanse Armada
  - 1861 - Frankrijk, het Verenigd Koninkrijk en Spanje sluiten het Verdrag van Londen, waarin ze besloten over te gaan tot interventie in Mexico (ook wel bekend als de Tweede Onafhankelijkheidsoorlog)
  - 1904 - Einde van de pogingen van de Japanners om Port Arthur te veroveren in de Russisch-Japanse Oorlog
  - 1914 - Het Duitse 16e Beierse reserve infanterieregiment, waarbij Adolf Hitler, verovert Geluveld in de Eerste Slag om Ieper
  - 1914 - Begin zware beschietingen rondom het Belgische dorp Wijtschate.
  - 1940 - Göring erkent zijn nederlaag, einde van de Slag om Engeland luchtoorlog.
  - 1941 - De Duitse U 552 onderzeeboot torpedeert met succes een Amerikaanse torpedobootjager, op een moment dat de VS nog niet in oorlog was met Duitsland.
  - 1944 - Franz Oppenhoff wordt door de Geallieerden benoemd tot de eerste niet-nationaalsocialistische burgemeester van Aken na de Tweede Wereldoorlog.
  - 1944 - Terugtrekkende Duitse strijdkrachten blazen de brug bij Keizersveer gedeeltelijk op.
  - 1956 - Britse en Franse troepen bombarderen Egyptische vliegvelden bij Suez, waarmee de gevechten tijdens de Suezcrisis beginnen
  - 1993 - Georgische regeringstroepen en aanhangers van de vroegere Georgische president Zviad Gamsachoerdia zijn verwikkeld in zware gevechten om de strategisch belangrijke stad Senaki in het westen van Georgië.
  - 1999 - De Spaanse patholoog Emilio Perez Pujol zegt dat er tijdens de luchtoorlog waarschijnlijk 2500 Kosovaren door Serviërs zijn vermoord, geen tienduizend zoals eerder werd gezegd.
  - 2006 - Einde van de Israëlische militaire operatie in de Gazastrook
- Politiek
  - 802 - Nikephoros I volgt Irene op als keizer van het Byzantijnse Rijk.
  - 1714 - George I van Groot-Brittannië wordt gekroond tot koning.
  - 1731 - Ondertekening van een berucht emigratiebevel waardoor ongeveer 20.000 protestantse inwoners het land Salzburg moesten verlaten.
  - 1846 - Goedkeuring van de bouw van de spoorlijn Oravița - Baziaș.
  - 1856 - Vorming van de oblast Primorje van het Russische Rijk.
  - 1864 - Nevada wordt de 36ste staat van de VS.[5]
  - 1897 - Frankrijk eist het atol Bassas da India op.
  - 1904 - Het Nationaal Congres van Brazilië keurt de Wet voor Verplichte Vaccinatie goed, wat de aanleiding is voor de "Vaccinrevolte".
  - 1919 - Duitsland trekt haar Schutztroepen terug uit de koloniën.
  - 1922 - Triomftocht van Italiaanse zwarthemden n.a.v. succesvolle coup, waarop Mussolini en zijn Fascistische Partij aan de macht komen.
  - 1925 - Ahmad Sjah Qajar, de laatste sjah van de dynastie der Kadjaren van Iran wordt afgezet.
  - 1926 - Mislukte aanslag op Benito Mussolini.
  - 1935 - Afschaffing van de vlag van Pruisen door de nazi's.
  - 1939 - Een Vlaams actiecomité publiceert het manifest 'Vrede door neutraliteit' dat, zoals de titel al zegt, de stelling verdedigt dat alleen een consequente neutraliteitspolitiek België uit de oorlog kan houden.
  - 1940 - Vier Belgische ministers (Albert de Vleeshauwer, Camille Gutt, Hubert Pierlot en Paul-Henri Spaak) vormen een regering in ballingschap (België in de Tweede Wereldoorlog).
  - 1945 - Peru wordt een lidstaat van de Verenigde Naties.
  - 1956 - De Hongaarse Arbeiderspartij wordt ontbonden en vervangen door een nieuwe communistische partij, de Hongaarse Socialistische Arbeiderspartij.
  - 1979 - Ondertekening te Lomé van de tweede Overeenkomst (Lomé II) tussen de EEG en 58 landen in Afrika, het Caribisch gebied en de Stille Oceaan (ACS).
  - 1984 - De Indiase minister-president Indira Gandhi wordt vermoord door twee van haar lijfwachten.[1]
  - 1990 - Duitsland: het Bundesverfassungsgericht is tegen kiesrecht voor vreemdelingen (Ausländerwahlrecht).
  - 1990 - Ondertekening GENT-akkoorden door de Nederlandse en Vlaamse onderwijsministers.
  - 1993 - Oskar Lafontaine treedt af als president van de Bondsraad.
  - 1993 - In Peru wordt per referendum een nieuwe grondwet aangenomen, die herverkiezing van president Alberto Fujimori mogelijk maakt.
  - 1994 - De Chinese premier Li Peng begint aan een historisch bezoek van vijf dagen aan Zuid-Korea. Het is de eerste maal dat een Chinese regeringsleider Seoul aandoet.
  - 1995 - Ingebruikname van de vlag van Gagaoezië.
  - 1995 - Opwaardering van de enclavegrenzen tot rijksgrenzen, waardoor een stukje Niemandsland bij Baarle-Hertog verdwijnt.
  - 2002 - Politicologe Ayaan Hirsi Ali stapt over van de PvdA naar de VVD.
  - 2003 - Maleisië Premier Mahathir Mohammed gaat officieel met pensioen na 22 jaar aan de macht te zijn geweest.
  - 2004 - Eerste ronde Oekraïense verkiezingen 2004.
  - 2004 - Tabaré Vázquez wordt verkozen als eerste socialistische president van Uruguay.
  - 2005 - Peter R. de Vries maakt zijn partijprogramma bekend van de Partij voor Rechtvaardigheid, Daadkracht en Vooruitgang via een pamflet dat hij - in navolging van Maarten Luther - aan de deur van de Tweede Kamer wilde bevestigen.
  - 2005 - George W. Bush nomineert Samuel Alito als rechter van het Hooggerechtshof in Washington D.C..
  - 2010 - In Ivoorkust worden presidentsverkiezingen gehouden. Geen van de kandidaten behaalt een meerderheid, waardoor op 28 november 2010 een tweede ronde gehouden wordt.
  - 2010 - Het Somalische parlement stemt met grote meerderheid in met de benoeming van Mohamed Abdullahi Mohamed tot nieuwe premier.
  - 2014 - Blaise Compaoré stapt op als president van Burkina Faso.
- Recreatie
  - 1900 - Officiële oprichtingsdatum van de voetbalafdeling van omnisportclub AA La Gantoise, het huidige KAA Gent.
  - 1922 - De RAI Amsterdam opent een semipermanente tentoonstellingshal aan de Ferdinand Bolstraat te Amsterdam.
  - 1973 - Opening van het indoor schaatscomplex, de Jaap Edenhal.
  - 2000 - Laatste dag Expo 2000 wereldtentoonstelling in de Duitse stad Hannover.
  - 2009 - Een 16-jarig meisje raakt gewond bij de attractie Goliath in Walibi Holland, doordat een stalen buis van drie meter hoogte op haar viel.
  - 2016 - Opening van Legoland Dubailand.
  - 2024 - Efteling opent de attractie Danse Macabre officieel voor publiek.
- Religie
  - 1503 - Julius II wordt gekozen als paus.
  - 1517 - Maarten Luther slaat volgens de overlevering[a] zijn 95 stellingen aan de deur van de slotkapel in Wittenberg.[6]
  - 1892 - Inwijding van de gerestaureerde slotkapel in Wittenberg.
  - 1955 - Bernardus Alfrink wordt benoemd tot aartsbisschop van Utrecht.
  - 1966 - Publicatie van de Open brief uit 1966 over de Vrijmaking in 1944 waarmee de Gereformeerde Kerken vrijgemaakt werden verdeeld in kerken "binnen verband" en kerken "buiten verband".
  - 2000 - Communiqué van de Pauselijke Academie voor het Leven inzake de morning-afterpil.
- Sport
  - 1903 - Opening van Hampden Park, een voetbalstadion in de Schotse hoofdstad Glasgow.
  - 2023 - In Mexico doet de Nederlandse baanwielrenner Jeffrey Hoogland een geslaagde aanval op het wereldrecord op de kilometer. Hoogland doet er 55,433 seconden over en dat is sneller dan het oude record van de Fransman François Pervis die in 2013 de kilometer reed in 56,303 seconden.[7]
- Wetenschap en technologie
  - 1587 - De Universiteitsbibliotheek Leiden opent haar deuren na haar oprichting in 1575.
  - 1897 - Oprichting van de Eerste Groninger Tramway-Maatschappij.
  - 1902 - Voltooiing van de eerste telegraafkabel door de Stille Oceaan.
  - 1927 - Openstelling van de oude spoorweghefbrug De Hef over de Koningshaven in Rotterdam.
  - 1957 - De eerste Duitse kerncentrale wordt in gebruik genomen.
  - 1957 - Stroomuitval in Minnesota, waardoor een van de patiënten van Dr. Lillihei sterft en zijn vriend Earl Bakken gestimuleerd wordt de pacemaker uit te vinden.
  - 1982 - De Thames Barrier, onderdeel van de waterkering in Londen, wordt voor de eerste keer omhoog gezet.
  - 1996 - Philips kondigt aan te stoppen met de productie van de digital compact cassette.
  - 2000 - De eerste bemanning voor het internationale ruimtestation ISS wordt met een Sojoez gelanceerd vanaf Bajkonoer. Yoeri Gidzenko, Sergei Krikaljov en William Shepherd zullen zich vooral bezighouden met de afbouw van het station, dat in 2005 klaar moet zijn. Ze zullen na vier maanden (in februari 2001) worden afgelost. Ze komen op 2 november 2000 in ISS aan.
  - 2001 - Een Russische Sojoez-capsule met de Franse astronaute Claudie Haigneré aan boord landt veilig in Kazachstan. Met twee Russische collega's verbleef ze 8 dagen in het internationale ruimtestation ISS.
  - 2002 - Ontdekking van Arche, een maan van Jupiter, door Scott S. Sheppard op het Mauna Kea-observatorium (Hawaï).[8]
  - 2006 - NASA maakt bekend dat er een nieuwe onderhoudsmissie naar de ruimtetelescoop Hubble zal worden uitgevoerd, in de tweede helft van 2008, waardoor de levensduur van de telescoop zal worden verlengd tot 2013.

## Geboren

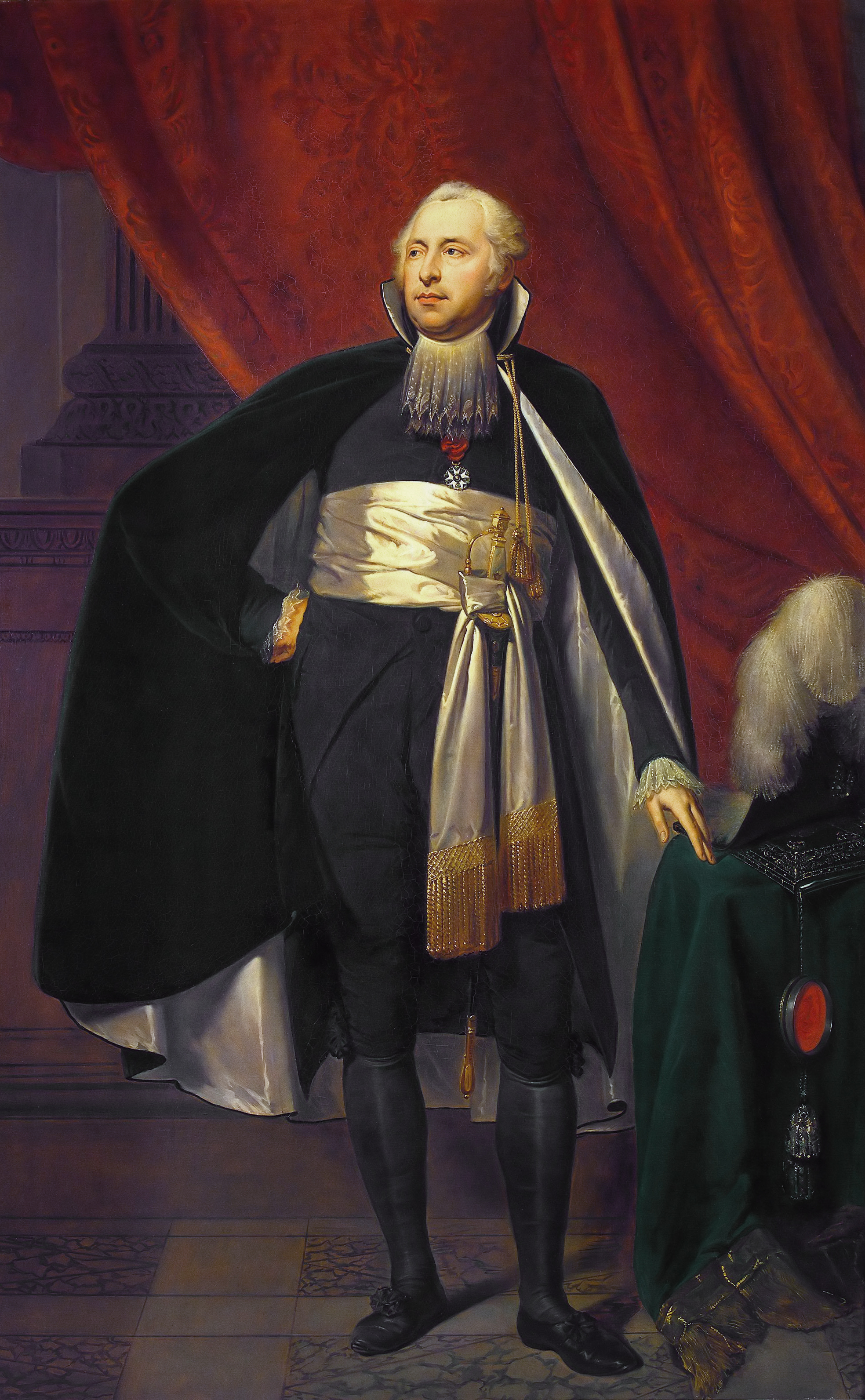
Rutger Jan Schimmelpenninck
geboren in 1761

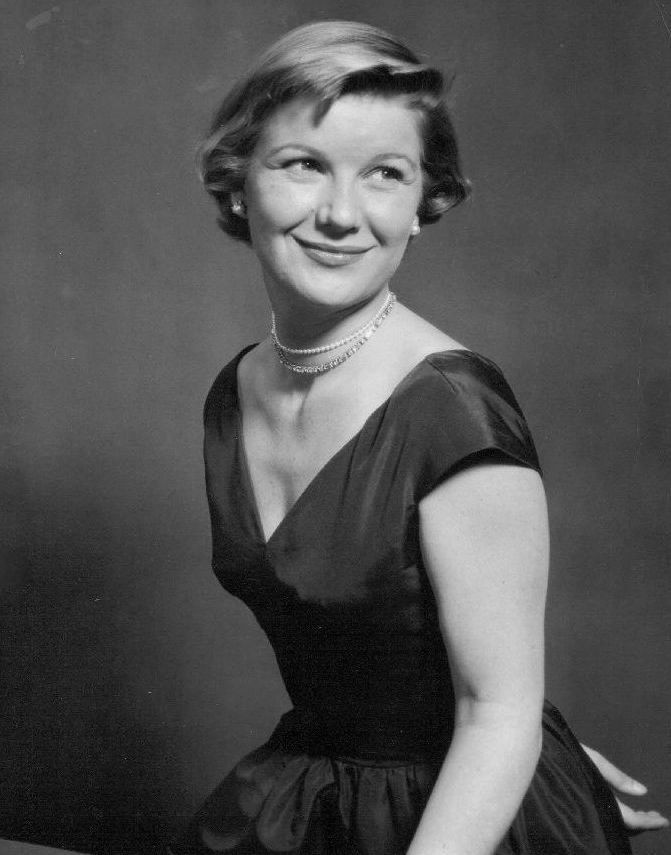
Barbara Bel Geddes
geboren in 1922

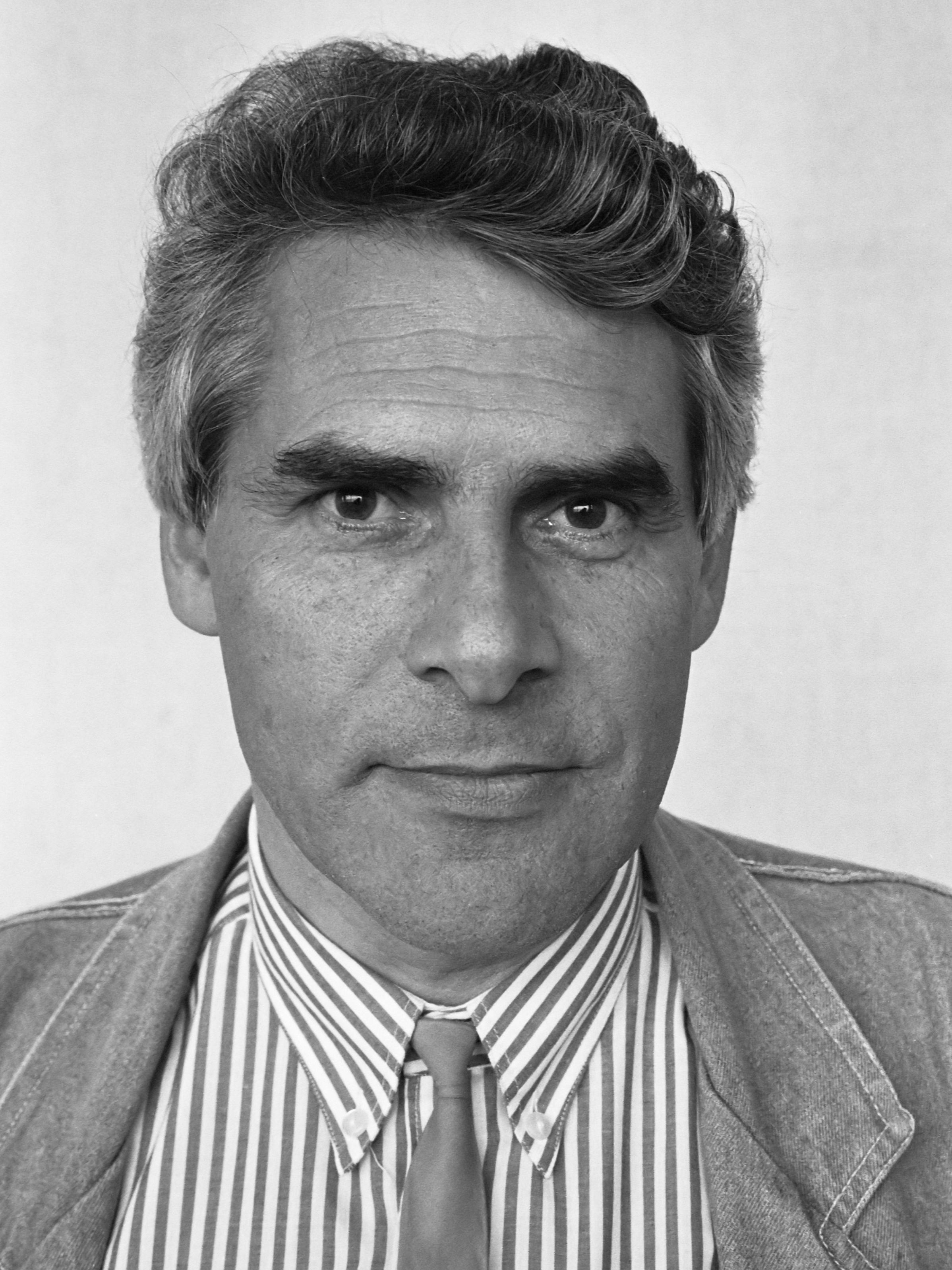
Johan Stekelenburg
geboren in 1941

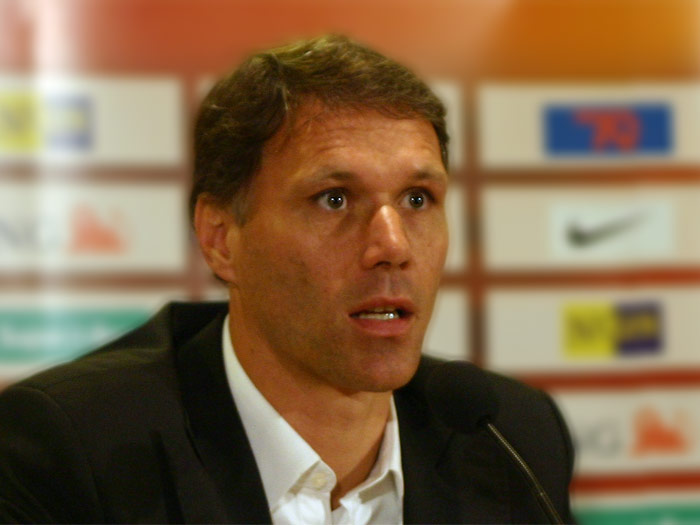
Marco van Basten
geboren in 1964

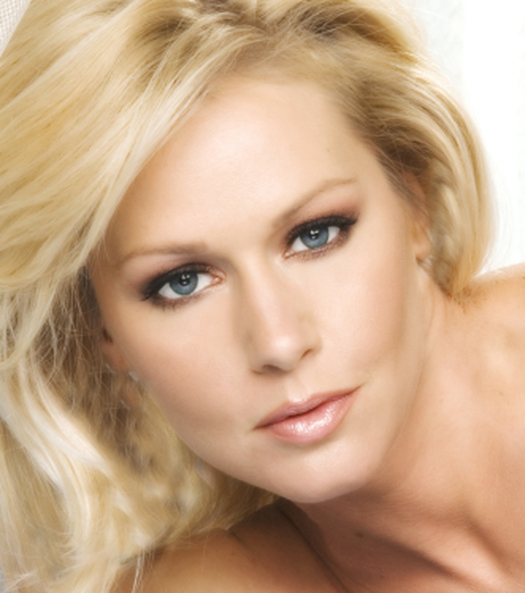
Beverly Lynne
geboren in 1973

- 1291 - Philippe de Vitry, Frans componist, priester, theoreticus, dichter en diplomaat (overleden 1361)
- 1345 - Ferdinand I van Portugal, koning van Portugal (overleden 1383)
- 1391 - Eduard van Portugal, koning van Portugal (overleden 1438)
- 1412 - Lodewijk I van Württemberg-Urach, graaf van Württemberg en Württemberg-Urach (overleden 1450)
- 1424 - Wladislaus van Varna, koning van Polen en koning van Hongarije (overleden 1444)
- 1538 - Caesar Baronius, Italiaans historicus en theoloog (overleden 1607)
- 1542 - Henriëtte van Nevers, hertogin van Nevers en Rethel (overleden 1601)
- 1582 - Johan Ernst van Nassau-Siegen, Duits graaf en militair (overleden 1617)
- 1632 - Johannes Vermeer, Nederlands kunstschilder (overleden 1675)
- 1636 - Ferdinand Maria van Beieren, keurvorst van Beieren (overleden 1679)
- 1638 - Meindert Hobbema, Nederlands schilder van landschappen (overleden 1709)
- 1705 - Giovanni Vincenzo Antonio Ganganelli, paus Clemens XIV (overleden 1774)
- 1743 - Victor Amadeus II van Savoye-Carignano, prins van Carignano (overleden 1780)
- 1760 - Katsushika Hokusai, Japans kunstenaar (overleden 1849)
- 1761 - Rutger Jan Schimmelpenninck, Nederlands jurist, ambassadeur en politicus (overleden 1825)
- 1770 - Pierre Jean Baptiste Charles van der Aa, Nederlands jurist en schrijver (overleden 1812)
- 1791 - Jacques Coghen, Belgisch liberaal politicus en minister (overleden 1858)
- 1795 - John Keats, Engels dichter uit het tijdperk van de Romantiek (overleden 1821)
- 1802 - Charlotte Bonaparte, dochter van Jozef Bonaparte, de oudste broer van keizer Napoleon I (overleden 1839)
- 1802 - Benoit Fourneyron, Frans wetenschapper en uitvinder van de turbine (overleden 1867)
- 1812 - Johannes Gijsbertus Bastiaans, Nederlands organist, componist en muziektheoreticus (overleden 1875)
- 1815 - Karl Weierstrass, Duits wiskundige (overleden 1897)
- 1825 - Charles Lavigerie, Frans kardinaal-aartsbisschop van Algiers en van Carthago (overleden 1892)
- 1826 - Abraham Jacobus Wendel, Nederlands lithograaf en tekenaar (overleden 1915)
- 1827 - Richard Morris Hunt, Amerikaans architect (overleden 1895)
- 1830 - Johann Luzius Lütscher, Zwitsers politicus (overleden 1878)
- 1831 - Paolo Mantegazza, Italiaans medisch antropoloog (overleden 1910)
- 1835 - Adolf von Baeyer, Duits chemicus (overleden 1917)
- 1838 - Ernst Heinrich Göring, Duits jurist, gouverneur en diplomaat (overleden 1913)
- 1838 - Lodewijk I van Portugal, koning van Portugal (overleden 1889)
- 1841 - Theodoor Colenbrander, Nederlands architect (overleden 1930)
- 1851 - Alfred III zu Windisch-Graetz, minister-president van Oostenrijk (overleden 1927)
- 1851 - Louise van Zweden, koningin van Denemarken (overleden 1926)
- 1858 - Maximilian Njegovan, Oostenrijks-Hongaars marine-officier (overleden 1930)
- 1879 - Theofiel Van Peteghem, Belgisch politicus (overleden 1960)
- 1880 - Michail Tomski, Sovjet-Russisch politicus en vakbondsman (overleden 1936)
- 1883 - Marie Laurencin, Frans kunstenares (overleden 1956)
- 1887 - Chiang Kai-shek, Chinees nationalistisch politicus (overleden 1975)
- 1888 - Charles d'Aspremont Lynden, Belgisch politicus (overleden 1967)
- 1895 - Basil Liddell Hart, Brits militair historicus, oorlogscorrespondent en tacticus (overleden 1970)
- 1901 - Cornelis van Steenis, Nederlands botanicus (overleden 1986)
- 1902 - Carlos Drummond de Andrade, Braziliaans dichter (overleden 1987)
- 1905 - Frederik Gerard van Dijk, Nederlands politicus (overleden 1994)
- 1908 - Irfan Orga, Turks schrijver (overleden 1970)
- 1912 - Jean Améry, Oostenrijks schrijver (overleden 1978)
- 1912 - Ollie Johnston, Amerikaans Disney-tekenaar (overleden 2008)
- 1914 - Cyrille De Vuyst, Belgisch atleet (overleden 2000)
- 1917 - William Hardy McNeill, Canadees-Amerikaans historicus (overleden 2016)
- 1920 - Dick Francis, Engels jockey en schrijver (overleden 2010)
- 1920 - Gunnar Gren, Zweeds voetballer (overleden 1991)
- 1920 - August Huybrechts, Belgisch-Amerikaans componist, muziekpedagoog en organist (overleden 2020)
- 1920 - Helmut Newton, Duits-Australisch fotograaf (overleden 2004)
- 1920 - Fritz Walter, Duits voetballer (overleden 2002)
- 1920 - Aleid Wensink, Nederlands journalist, dichter, essayist en vertaler (overleden 2001)
- 1922 - Barbara Bel Geddes, Amerikaans actrice (overleden 2005)
- 1922 - András Hegedüs, premier van Hongarije (overleden 1999)
- 1922 - Norodom Sihanouk, koning van Cambodja (overleden 2012)
- 1923 - Arturo Alessandri Besa, Chileens advocaat, zakenman en politicus (overleden 2022)
- 1923 - Bernard Möller, bisschop van Groningen (overleden 1999)
- 1926 - Jimmy Savile, Brits presentator en diskjockey (overleden 2011)
- 1928 - Jean-François Deniau, Frans ambtenaar, schrijver, politicus, diplomaat, mensenrechtenactivist en journalist (overleden 2007)
- 1929 - Bud Spencer, Italiaans acteur en zwemmer (overleden 2016)
- 1930 - Michael Collins, Amerikaans ruimtevaarder (overleden 2021)
- 1931 - Sergio Obeso Rivera, Mexicaans kardinaal (overleden 2019)
- 1931 - Tamara Rylova, Russisch schaatsster (overleden 2021)
- 1932 - Johan van Minnen, Nederlands journalist en tv-presentator (overleden 2016)
- 1934 - Margaretha Bernadotte, prinses van Zweden
- 1935 - Ron Graham, Amerikaans wiskundige (overleden 2020)
- 1935 - David Harvey, Amerikaans geograaf
- 1935 - Mohammed Hoessein Tantawi, Egyptisch veldmaarschalk (overleden 2021)
- 1936 - Michael Landon, Amerikaans acteur en regisseur (overleden 1991)
- 1937 - Manfred Mohr, Duits autocoureur
- 1937 - Saul Santos Silva (Saulzinho), Braziliaans voetballer
- 1939 - Ron Rifkin, Amerikaans acteur
- 1940 - Marga van Arnhem, Nederlands radio- en televisiepresentatrice (overleden 1997)
- 1941 - Derek Bell, Brits autocoureur
- 1941 - Bruce Bromberg, Amerikaans muziekproducent (overleden 2021)
- 1941 - Lucious Jackson, Amerikaans basketballer (overleden 2022)
- 1941 - Abel Matutes, Spaans politicus en bankier
- 1941 - Jan Stekelenburg, Nederlands televisiepresentator en eindredacteur (overleden 2023)
- 1941 - Johan Stekelenburg, Nederlands vakbondsvoorzitter en burgemeester (overleden 2003)
- 1942 - Claudio Michelotto, Italiaans wielrenner
- 1942 - Daniel Roth, Frans componist, organist en muziekpedagoog
- 1942 - David Ogden Stiers, Amerikaans acteur (overleden 2018)
- 1943 - Elliott Forbes-Robinson, Amerikaans autocoureur
- 1943 - Pierre-William Glenn, Frans cameraman en filmregisseur (overleden 2024)
- 1943 - Boudewijn Paans, Nederlands schrijver en journalist (overleden 2021)
- 1943 - Anton Phillips, Brits acteur
- 1944 - Bob Day, Amerikaans atleet (overleden 2012)
- 1944 - Jaak Van den Broeck, Belgisch politicus (overleden 2017)
- 1945 - Russ Ballard, Brits zanger, muzikant en songwriter
- 1946 - Hans Breukhoven, Nederlands ondernemer, oprichter van Free Record Shop (overleden 2017)
- 1946 - Jaap Eggermont, Nederlands drummer en producer
- 1946 - Stephen Rea, Iers acteur
- 1947 - Alberto Bigon, Italiaans voetballer en voetbaltrainer
- 1947 - Jean-Pierre Borlée, Belgisch atleet (overleden 1992)
- 1947 - Deidre Hall, Amerikaans actrice
- 1947 - Frank Shorter, Amerikaans langeafstandsloper
- 1947 - Herman Van Rompuy, Belgisch politicus
- 1948 - Matti Yrjänä Joensuu, Fins schrijver (overleden 2011)
- 1948 - Michael Kitchen, Engels acteur
- 1949 - Bob Siebenberg, Amerikaans drummer van Supertramp
- 1949 - Frank Silva, Amerikaans filmmedewerker en acteur (overleden 1995)
- 1950 - John Candy, Canadees acteur (overleden 1994)
- 1950 - Zaha Hadid, Iraaks-Brits architecte (overleden 2016)
- 1950 - Moon Martin, Amerikaans singer-songwriter (overleden 2020)
- 1951 - Jerome Hauer, Amerikaans anti-terreur- en biowapens-expert (overleden 2023)
- 1951 - Ziauddin Sardar, Brits wetenschapper
- 1952 - Jef Diels, Belgisch schilder
- 1952 - Bernard Edwards, Amerikaans bassist, zanger, songwriter en producer (overleden 1996)
- 1952 - Derk Sauer, Nederlands journalist en uitgever (overleden 2025)
- 1952 - Jane Wymark, Brits actrice
- 1953 - Michael J. Anderson, Amerikaans acteur
- 1955 - Heike Lange, Oost-Duits langebaanschaatsster
- 1955 - Badri Patarkatsisjvili, Georgisch zakenman en oppositieleider (overleden 2008)
- 1956 - Bruce Bawer, Amerikaans schrijver
- 1957 - Toon Gerbrands, Nederlands sportcoach en manager
- 1957 - Robert Pollard, Amerikaans singer-songwriter
- 1958 - Aki Lahtinen, Fins voetballer
- 1958 - Jeannie Longo, Frans wielrenster
- 1959 - Yves Desmet, Belgisch journalist
- 1959 - Emile Hartkamp, Nederlands tekstschrijver
- 1959 - Neal Stephenson, Amerikaans sciencefictionschrijver
- 1961 - Alonzo Babers, Amerikaans atleet
- 1961 - Peter Jackson, Nieuw-Zeelands regisseur
- 1961 - Miggy, Nederlands zangeres (overleden 2012)
- 1961 - Larry Mullen jr., Iers drummer
- 1962 - Frans van Deursen, Nederlands acteur, zanger, schrijver en componist
- 1963 - Ivo Claes, Belgisch atleet
- 1963 - Dunga (Carlos Caetano Bledorn Verri), Braziliaans voetballer en voetbalcoach
- 1963 - Mogens Krogh, Deens voetballer
- 1963 - Johnny Marr, Brits zanger, gitarist en producer
- 1963 - Dermot Mulroney, Amerikaans acteur
- 1964 - Marco van Basten, Nederlands voetballer en voetbalcoach
- 1964 - Kees Hopmans, Nederlands wielrenner
- 1964 - Marty Wright, Amerikaans professioneel worstelaar
- 1965 - Ruud Hesp, Nederlands voetbaldoelman
- 1965 - Denis Irwin, Iers voetballer
- 1965 - Iryna Jatsjanka, Sovjet-Russisch/Wit-Russisch atlete
- 1966 - Ernst Aigner, Oostenrijks voetballer
- 1966 - Julián Barcina, Spaans wielrenner
- 1966 - Adam Horovitz (Ad-Rock, King Ad-Rock), Amerikaans rapper, gitarist en acteur
- 1966 - Thomas Klenke, Duits autocoureur
- 1966 - Antônio Rinaldo Gonçalves, Braziliaans voetballer
- 1967 - Vanilla Ice, Amerikaans rapper
- 1967 - Buddy Lazier, Amerikaans autocoureur
- 1967 - Adam Schlesinger, Amerikaans muzikant (overleden 2020)
- 1968 - Kachaber Gogitsjaisjvili, Georgisch voetballer
- 1970 - Otilia Bădescu, Roemeens tafeltennisster
- 1970 - Malin Berggren, Zweeds zangeres
- 1971 - Antonio Cruz, Amerikaans wielrenner
- 1971 - Fredy Fautrel, Frans voetbalscheidsrechter
- 1971 - Donovan Powell, Jamaicaans atleet
- 1973 - Martijn Abbenhues, Nederlands voetballer
- 1973 - Beverly Lynne, Amerikaans actrice
- 1973 - Koen Smit, Nederlands acteur
- 1974 - Rob Cordemans, Nederlands honkballer
- 1974 - Karim Fellahi, Frans-Algerijns voetballer
- 1975 - Fabio Celestini, Zwitsers voetballer
- 1975 - Luciano Gomide, Braziliaans autocoureur
- 1976 - Nova van Dijk, Nederlands actrice
- 1976 - José María Gutiérrez, Spaans voetballer
- 1976 - Piper Perabo, Amerikaans actrice
- 1977 - Sinan Can, Nederlands journalist en programmamaker
- 1977 - Séverine Ferrer, Frans zangeres
- 1977 - Sophie van Leeuwen, Nederlands journaliste
- 1977 - Jimmy Smet, Belgisch voetballer (overleden 2012)
- 1977 - Jelena Tichonova, Russisch atlete
- 1978 - Filip Daems, Belgisch voetballer
- 1978 - Inka Grings, Duits voetbalster
- 1978 - Martin Verkerk, Nederlands tennisser
- 1980 - Samaire Armstrong, Amerikaans-Japans actrice
- 1980 - Geert-Jan Derikx, Nederlands hockeyer
- 1980 - Marcel Meeuwis, Nederlands voetballer
- 1981 - Frank Iero, Amerikaans gitarist
- 1981 - David Loria, Kazachs voetballer
- 1981 - Roeslan Valjejev, Oekraïens voetballer
- 1982 - Kimo (Kimo Orion van den Berg), Nederlands rapper en acteur
- 1983 - Aleksandr Grisjtsjoek, Russisch schaker
- 1983 - Vera Koedooder, Nederlands wielrenster
- 1983 - Mike Rockenfeller, Duits autocoureur
- 1984 - Hanna Hilton, Amerikaans pornoactrice
- 1985 - Fanny Chmelar, Duits alpineskiester
- 1985 - Kerron Clement, Amerikaans atleet
- 1985 - William Walker, Australisch wielrenner
- 1986 - Chris Alajajian, Australisch-Armeens autocoureur
- 1986 - Shona Rubens, Canadees alpineskiester
- 1986 - Elsad Zverotić, Montenegrijns voetballer
- 1987 - Tadese Tola, Ethiopisch atleet
- 1987 - Jean Karl Vernay, Frans autocoureur
- 1988 - Sébastien Buemi, Zwitsers autocoureur
- 1988 - Matthew De Gabriele, Maltees voetbalscheidsrechter
- 1989 - Ryan Phinny, Amerikaans autocoureur
- 1990 - JID, Amerikaans rapper
- 1990 - Joey Spaan (Matsoe Matsoe), Nederlands mediapersoonlijkheid
- 1992 - Dario Melnjak, Kroatisch voetballer
- 1992 - Ville Miettunen, Fins freestyleskiër
- 1993 - Tobias Kainz, Oostenrijks voetballer
- 1993 - Rasmus Windingstad, Noors alpineskiër
- 1995 - Darnell Furlong, Engels voetballer
- 1995 - Sam Hofman, Nederlands dj
- 1997 - Nordin Bakker, Nederlands voetballer
- 1997 - Siobhán Haughey, Hongkongs zwemster
- 1997 - Marcus Rashford, Engels voetballer
- 1997 - Iván Sosa, Colombiaans wielrenner
- 1997 - Ebbie Tam, Chinees-Nederlands actrice
- 1998 - Dong Jie, Chinees zwemster
- 1999 - Ludvig Åberg, Zweeds golfer
- 1999 - Emma Friis, Deens handbalster
- 1999 - Nena Hopmans, Nederlands voetbalster
- 1999 - Danielle Rose Russell, Amerikaans actrice
- 2000 - Jaume Masiá, Spaans motorcoureur
- 2000 - Willow Smith, Amerikaans zangeres en actrice
- 2001 - Sam Drissen, Nederlands-Duits voetbalster
- 2002 - Ansu Fati, Spaans voetballer
- 2004 - Aaron Zehnter, Duits voetballer
- 2005 - Dixie Egerickx, Brits actrice
- 2005 - Leonor de Borbón Ortiz, Spaans prinses
- 2005 - Joy Vader, Nederlands voetbalster
- 2006 - Christian Ho, Singaporees autocoureur

## Overleden

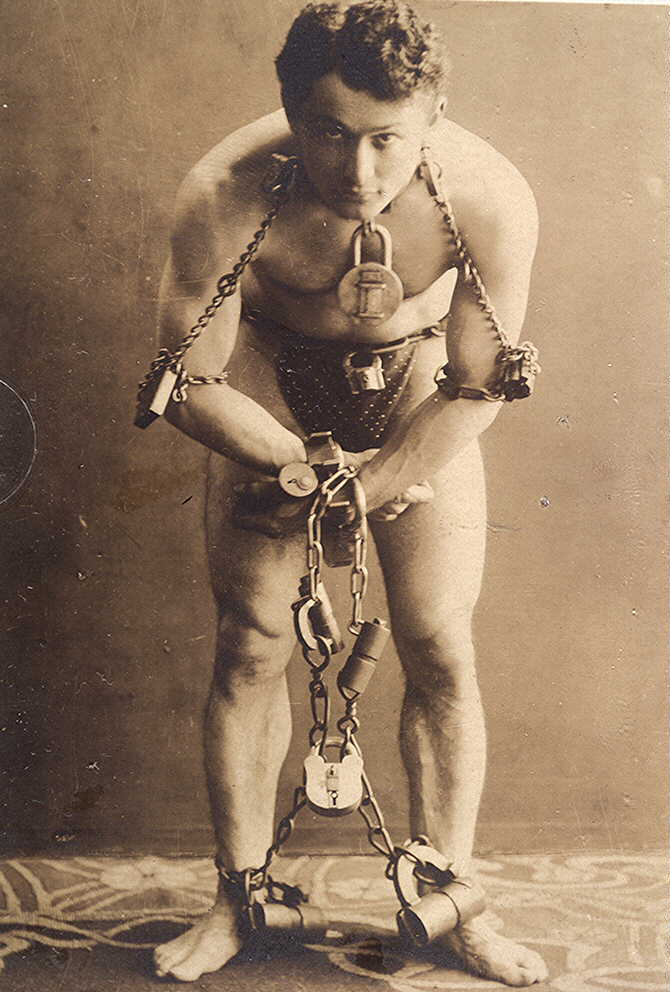
Harry Houdini
overleden in 1926

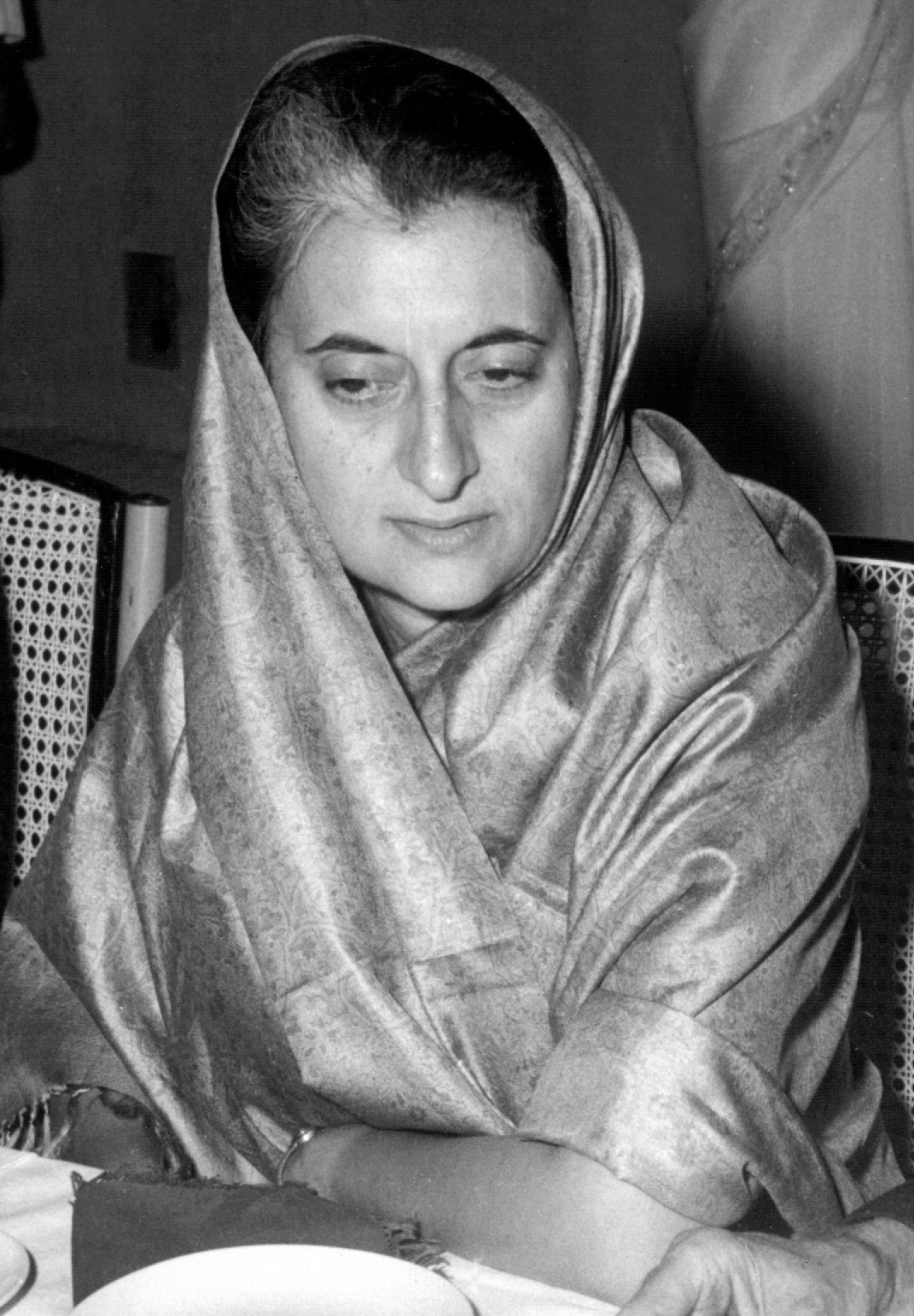
Indira Gandhi
overleden in 1984

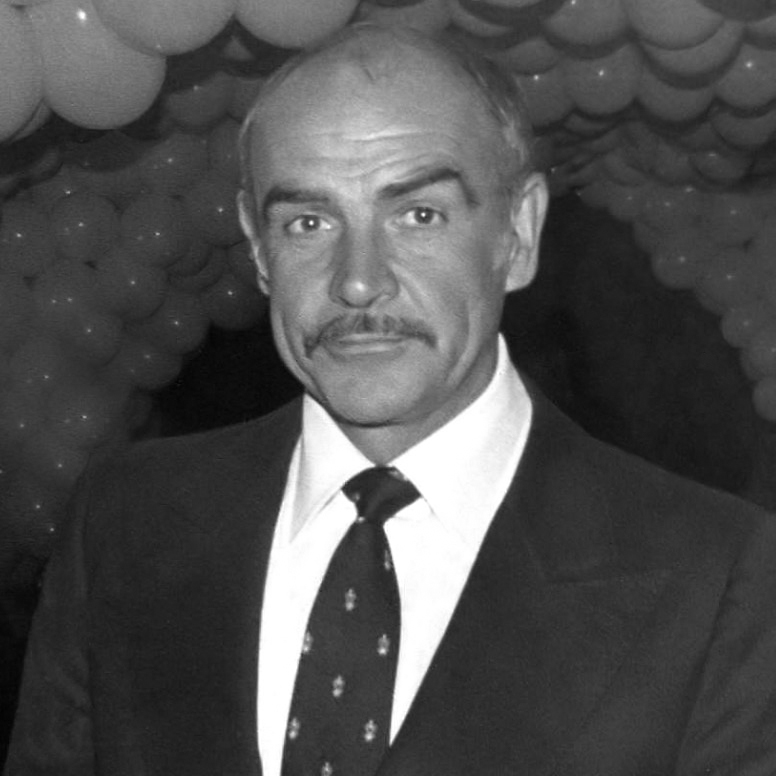
Sean Connery
overleden in 2020

- 1147 - Robert van Gloucester, bastaardzoon van Hendrik I van Engeland
- 1448 - Johannes VIII Palaiologos (56), Byzantijns keizer
- 1534 - Alfonso I d'Este (58), hertog van Ferrara en Modena en Reggio
- 1641 - Cornelis Jol (44), bijgenaamd "Houtebeen", admiraal van de West-Indische Compagnie
- 1664 - Willem Frederik van Nassau-Dietz, vorst van Nassau-Dietz en stadhouder van Friesland, Groningen en Drenthe
- 1723 - Cosimo III de' Medici, groothertog van Toscane
- 1733 - Everhard Lodewijk van Württemberg (57), hertog van Württemberg
- 1767 - Petrus Johannes Meindaerts (82), Oudkatholiek aartsbisschop van Utrecht
- 1768 - Francesco Maria Veracini (78), Italiaans componist en violist
- 1783 - John Spencer (48), Engels edelman
- 1793 - Jacques Pierre Brissot (39), Frans journalist en politicus
- 1867 - William Parsons (Lord Rosse) (67), Iers edelman en amateur-astronoom
- 1879 - Joseph Hooker (64), Amerikaans militair
- 1880 - Charles Antoine de Bieberstein Rogalla Zawadsky (84), Nederlands politicus
- 1890 - José Jéronimo Triana (56), Colombiaans botanicus
- 1902 - Cornélie Huygens (54), Nederlands schrijver en feministe
- 1916 - Charles Taze Russell (64), Amerikaans adventist en stichter van de beweging die nu Jehova's getuigen heet
- 1918 - Egon Schiele (28), Oostenrijks expressionistisch schilder
- 1918 - István Tisza (57), Hongaars politicus en premier
- 1925 - Michail Froenze (40), opperbevelhebber van het Rode Leger
- 1925 - Max Linder (pseudoniem van Gabriel-Maximilien Neuvielle) (41), Frans acteur
- 1926 - Harry Houdini (52), Amerikaans boeienkoning en illusionist
- 1929 - José Relvas (71), Portugees politicus
- 1942 - Pieter Puijpe (68), Nederlands beeldhouwer en houtsnijder
- 1943 - Max Reinhardt (70), Oostenrijks-Amerikaans filmregisseur en acteur
- 1944 - Léon Leclère (78), Belgisch politicus
- 1948 - Cissy van Marxveldt (58), Nederlands (kinderboeken)schrijfster
- 1950 - Jozef Bittremieux (72), Belgisch priester en theoloog
- 1959 - Schotto van Fridagh (81), Nederlands burgemeester
- 1961 - Cayetano Ordóñez (57), Spaans stierenvechter
- 1962 - Thomas Holenstein (66), Zwitsers politicus
- 1964 - Ernest Rongvaux (83), Belgisch politicus
- 1967 - Jan Mens (70), Nederlands schrijver
- 1967 - Albert Wehrer (72), Luxemburgs diplomaat
- 1970 - Maurice Gemayel (60), Libanees politicus
- 1976 - Eileen Gray (98), Iers meubelmaakster en architecte
- 1977 - Eva Taylor (82), Amerikaans blues- en jazzzangeres en vaudeville-ster
- 1978 - Gustav Kinn (83), Zweeds atleet
- 1984 - Indira Gandhi (66), Indiaas premier
- 1985 - Aage Meinesz (43), Nederlands meesterkraker
- 1986 - Hendrik Hubert Frehen (69), Nederlands bisschop van Reykjavik
- 1986 - Robert Mulliken (90), Amerikaans fysicus, chemicus en Nobelprijswinnaar
- 1986 - Félicien Vervaecke (79), Belgisch wielrenner
- 1986 - Gregorio Zaide (79), Filipijns historicus
- 1988 - Ladislau da Guia (82), Braziliaans voetballer
- 1988 - George Uhlenbeck (87), Nederlands-Amerikaans natuurkundige
- 1990 - Tony Rombouts (39), Belgisch voetballer
- 1993 - Federico Fellini (73), Italiaans filmmaker
- 1993 - River Phoenix (23), Amerikaans acteur
- 1993 - Adriaan Venema (52), Nederlands journalist, schrijver en kunsthandelaar
- 1995 - Jan Kassies (75), Nederlands cultuurfilosoof en politicus
- 1996 - Marcel Carné (90), Frans filmregisseur
- 1997 - Bram Appel (76), Nederlands voetballer
- 1997 - Jan Bastiaans (80), Nederlands psychiater
- 1998 - Theo Kurpershoek (84), Nederlands kunstschilder, grafisch ontwerper en docent
- 1999 - Greg Moore (24), Canadees autocoureur
- 2001 - Régine Cavagnoud (31), Frans alpineskiester
- 2001 - Aart Klein (92), Nederlands fotograaf
- 2002 - Herman Deleeck (74), Belgisch econoom en politicus
- 2003 - Kamato Hongo (116), Japans oudste mens ter wereld
- 2004 - Willem Augustin (81), Nederlands schaatser
- 2005 - Evert Hingst (36), Nederlands jurist en fiscalist
- 2005 - Gusta Goldschmidt (92), Nederlands luitpionier
- 2006 - Pieter Willem Botha (90), Zuid-Afrikaans president
- 2008 - John Daly (71), Brits filmproducent
- 2008 - Studs Terkel (96), Amerikaans publicist, historicus en radiopresentator
- 2011 - Flórián Albert (70), Hongaars voetballer
- 2011 - Roberto Lippi (85), Italiaans autocoureur
- 2011 - Robert Raes (92), Belgisch priester en huisprelaat van de paus
- 2011 - Ali Saibou (71), Nigerees politicus
- 2012 - John Cooper Fitch (95), Amerikaans autocoureur
- 2012 - Levinus Abraham van de Putte (98), Nederlands hoogleraar
- 2013 - Trees Huberts-Fokkelman (79), Nederlands politica
- 2013 - Andres Narvasa (84), Filipijns rechter
- 2013 - Gérard de Villiers (83), Frans thrillerschrijver
- 2015 - Ants Antson (76), schaatser uit de Sovjet-Unie
- 2016 - Wim Ernes (58), Nederlands dressuurbondscoach
- 2016 - Silvio Gazzaniga (95), Italiaans beeldhouwer en maker van de FIFA-wereldbeker
- 2016 - Helen Vreeswijk (55), Nederlands schrijfster
- 2017 - Johan Taeldeman (73), Belgisch taalkundige en hoogleraar
- 2017 - Abubakari Yakubu (35), Ghanees voetballer
- 2017 - John Roffel (54), Nederlands drummer (Mooi Wark)
- 2020 - Sean Connery (90), Schots acteur
- 2020 - MF Doom (49), Brits-Amerikaans hiphopper
- 2020 - Josse de Haan (79), Nederlands schrijver en dichter
- 2020 - Arturo Lona Reyes (94), Mexicaans bisschop
- 2020 - Ward Verrijcken (47), Belgisch filmjournalist
- 2020 - Marius Žaliūkas (36), Litouws voetballer
- 2020 - Kastiop (Kacper Przybylski) (22), Pools-Belgisch Youtuber
- 2021 - Vainer Aurel (89), Roemeens politicus en econoom
- 2023 - Lea Ackermann (86), Duits zuster en schrijfster
- 2023 - Jaak Broekx (109), Belgisch eeuweling en oudste levende man van België
- 2023 - Ernesto Ferrero (85), Italiaans schrijver en linguïst
- 2023 - Ken Mattingly (87), Amerikaans astronaut
- 2023 - Oleg Protopopov (91), Russisch kunstschaatser
- 2023 - Aldo Vastapane (97), Belgisch zakenman en vastgoedmagnaat
- 2023 - Elmar Wepper (79), Duits acteur

## Viering/herdenking
- Samhain - het Keltische nieuwjaarfeest
- Halloween of "All Hallows Eve" (in Angelsaksische landen)
- Dag van de Saci in Brazilië, in Verenigd Koninkrijk is het de dag van de Korrigan
- Protestanten: Hervormingsdag, herdenking van de Reformatie
- Rooms-Katholieke kalender:
  - Heilige Quintinus (van Saint-Quentin) († c. 287)
  - Heilige Wolfgang (van Regensburg) († 994)
  - Heilige Alfons Rodriguez († 1617)
  - Heilige Fol(l)ian(us) († 655), beschermheilige van de kinderverzorgsters, tandartsen en chirurgen - Gedachtenis (in bisdom Doornik en bisdom Namen)

## Weerextremen

### Nederland
| | Officiële records | Officiële records | Officiële records |      | Landelijke records | Landelijke records | Landelijke records                                                                                    |
| Gebeurtenis | Jaar              | Extreem           | Locatie           | Jaar | Extreem            | Locatie            | |
| --- | ----------------- | ----------------- | ----------------- | ---- | ------------------ | ------------------ | --- |
| Laagste etmaalgemiddelde temperatuur (°C) | 1920              | 0,9               | De Bilt           |      | 1920               | −1,5               | Eelde                                                                                                 |
| Hoogste etmaalgemiddelde temperatuur (°C) | 2005              | 15,7              | De Bilt           |      | 2005               | 17,3               | Maastricht                                                                                            |
| Laagste minimumtemperatuur (°C) | 1974              | −3,2              | De Bilt           |      | 1920               | −6,7               | Eelde                                                                                                 |
| Hoogste minimumtemperatuur (°C) | 1968              | 12,8              | De Bilt           |      | 1968               | 15,0               | Maastricht                                                                                            |
| Laagste maximumtemperatuur (°C) | 1985              | 2,9               | De Bilt           |      | 1926               | 2,6                | Maastricht                                                                                            |
| Hoogste maximumtemperatuur (°C) | 1968              | 19,9              | De Bilt           |      | 1925               | 22,3               | Maastricht                                                                                            |
| Hoogste uurgemiddelde windsnelheid (m/s) | 1916              | 14,4              | De Bilt           |      | 1916               | 23,7               | Vlissingen                                                                                            |
| Hoogste windstoot (m/s) | 1965              | 19,5              | De Bilt           |      | 2006               | 29,0               | Lauwersoog                                                                                            |
| Langste zonneschijnduur (uur) | 1997, 2015        | 8,9               | De Bilt           |      | 1997 2011 2015     | 9,0                | Arcen, Eindhoven, Maastricht, Volkel, Vlissingen, Westdorpe, Wilhelminadorp Eindhoven Ell, Maastricht |
| Langste neerslagduur (uur) | 1994              | 12,9              | De Bilt           |      | 1994               | 16,7               | Twenthe                                                                                               |
| Hoogste etmaalsom van de neerslag (mm) | 2023              | 18,5              | De Bilt           |      | 1957               | 30,8               | De Kooy                                                                                               |
| Laagste etmaalgemiddelde relatieve vochtigheid (%) | 1920              | 44                | De Bilt           |      | 1920               | 43                 | Eelde                                                                                                 |
| Laagste uurwaarde luchtdruk op zeeniveau (hPa) | 2003              | 979,0             | De Bilt           |      | 2003               | 976,2              | Vlissingen                                                                                            |
| Hoogste uurwaarde luchtdruk op zeeniveau (hPa) | 1949              | 1036,8            | De Bilt           |      | 1949               | 1037,7             | Eelde                                                                                                 |
| Officiële records worden altijd gemeten op het KNMI-weerstation in De Bilt. Landelijke records kunnen worden gemeten op elk officieel KNMI-weerstation in Nederland. |                   |                   |                   |      |                    |                    | |

Uitzonderlijke gebeurtenissen
- 1908 - Laatste officiële zachte dag van het jaar (maximumtemperatuur ≥ 15 °C in De Bilt)
- 1913 - Laatste officiële zachte dag van het jaar (maximumtemperatuur ≥ 15 °C in De Bilt)
- 1920 - Officieel maandrecord laagste etmaalgemiddelde relatieve vochtigheid in % van oktober gemeten in De Bilt: 44. Samen met 6 oktober 1959
- 1920 - Landelijk maandrecord laagste etmaalgemiddelde relatieve vochtigheid in % van oktober gemeten in Eelde: 43
- 1925 - Laatste officiële zachte dag van het jaar (maximumtemperatuur ≥ 15 °C in De Bilt)
- 1945 - Laatste officiële zachte dag van het jaar (maximumtemperatuur ≥ 15 °C in De Bilt)
- 1975 - Laatste officiële zachte dag van het jaar (maximumtemperatuur ≥ 15 °C in De Bilt)
- 2001 - Laatste officiële zachte dag van het jaar (maximumtemperatuur ≥ 15 °C in De Bilt)
- 2016 - Laatste officiële zachte dag van het jaar (maximumtemperatuur ≥ 15 °C in De Bilt)
- 2021 - Laatste officiële zachte dag van het jaar (maximumtemperatuur ≥ 15 °C in De Bilt)

### België
Dagrecords
- 1881 - Laagste etmaalgemiddelde temperatuur 0,1 °C
- 1968 - Hoogste etmaalgemiddelde temperatuur 17 °C
- 1891 - Laagste minimumtemperatuur −4,1 °C
- 1925 - Hoogste maximumtemperatuur 20,2 °C
- 1926 - Hoogste etmaalsom van de neerslag 26,1 mm

Uitzonderlijke gebeurtenissen
- 1921 - Koude oktober-decade van de eeuw: gemiddeld 2,3 °C in Ukkel.
- 1925 - In Ukkel loopt de temperatuur op tot 20,7 °C.
- 1926 - Natste oktober-decade ooit: 101,7 mm neerslag in Ukkel.
- 1968 - Maximumtemperatuur in Rochefort: 21,0 °C.
- 1997 - Minimumtemperatuur in Rochefort: −7,2 °C.

<< · 1 · 2 · 3 · 4 · 5 · 6 · 7 · 8 · 9 · 10 · 11 · 12 · 13 · 14 · 15 · 16 · 17 · 18 · 19 · 20 · 21 · 22 · 23 · 24 · 25 · 26 · 27 · 28 · 29 · 30 · 31 · >>